# Bahadur Xá de Guzarate

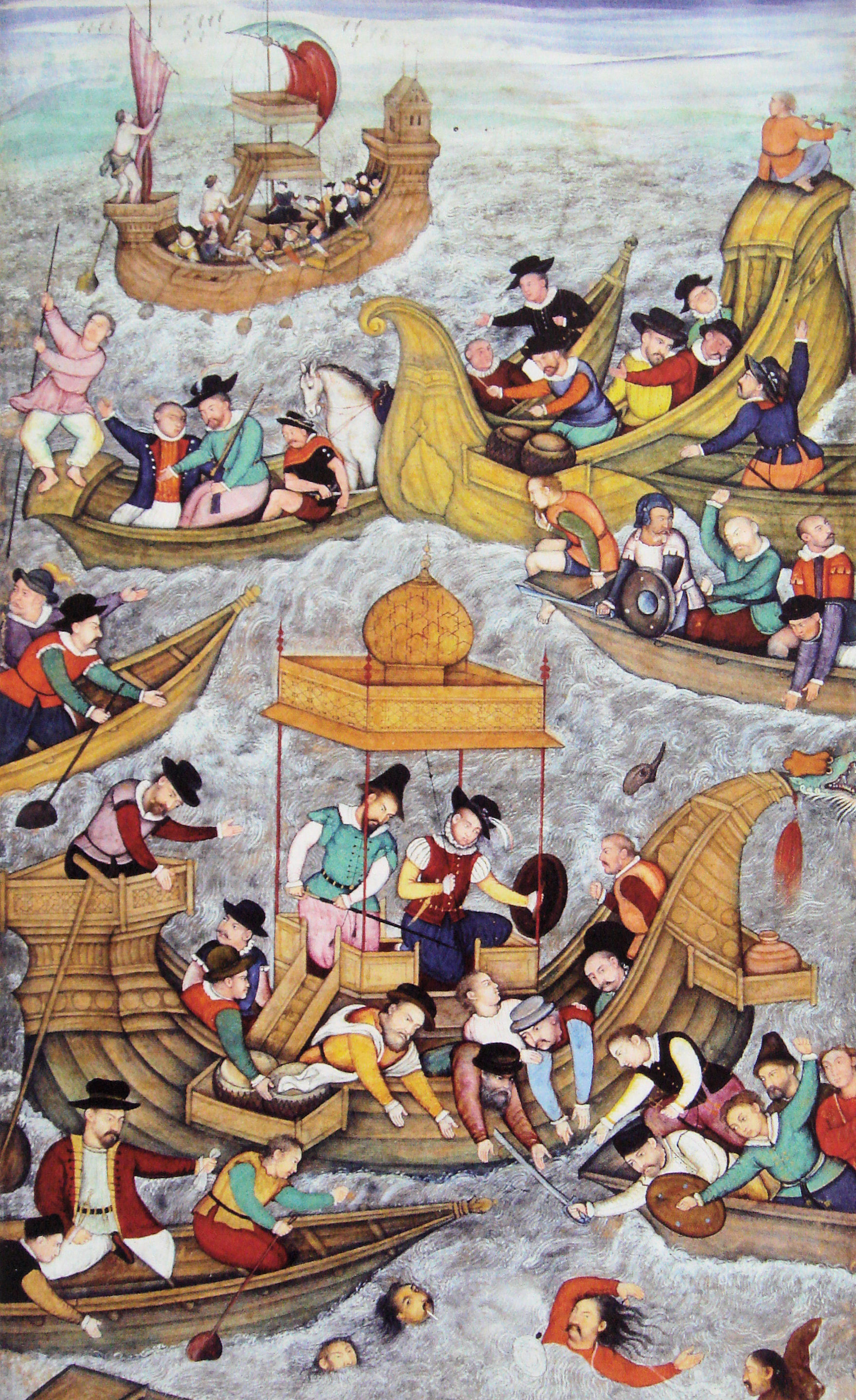
Morte do Sultão Badur diante de Diu contra os portugueses (Akbar Nama, fins do século XVI).

Bahadur Xá, Badur Xá, ou Baadur Xá (governou entre 1526 e 1535 e, novamente, entre 1536 e 1537) foi sultão de Guzarate, na época um reino independente e actualmente um estado da Índia. 
Durante o seu reinado, Guzarate esteve sob pressão de um Império Mogol em expansão, sob o domínio dos imperadores Babur (falecido em 1530) e Humayun (1530-1540), e dos portugueses que estavam a fortificar posições ao longo da costa de Guzarate, expandindo o seu poder na Índia a partir de Goa. 
Em 1535, Guzarate foi ocupada pelos mogóis e Bahadur Xá foi forçado a firmar uma aliança com os portugueses — o Tratado de Baçaim — para recuperar o seu país, cedendo em troca Damão, Diu, Bombaim e Baçaim. Acabou por ser assassinado aquando de uma visita a um navio português ancorado na costa de Guzarate.
O sultão Bahadur Xá foi um grande mecenas que apoiou o desenvolvimento da música clássica indiana e a actividade de cantores como Baiju Bawra, entre outros.